# ماریا آسونسیون آرامبوروزابالا
ماریا آسونسیون آرامبوروزابالا (انگلیسی: María Asunción Aramburuzabala؛ زادهٔ ۲ مهٔ ۱۹۶۳ ‏(۶۱ سال)) کارآفرین و سرمایه‌دار اهل مکزیک است، که مالک شرکت گروپو مدلو می‌باشد.